# LOST COMPLEX
「LOST COMPLEX」（ロスト・コンプレックス）は1998年3月21日にリリースされたIcemanの6thシングル。発売元はエピックレコードジャパン。

## 概要
前作に続きメンバー自身がIceman名義で作詞を手掛けている（JASRACには作詞：黒田倫弘・伊藤賢一として登録されている）。累計売上は3.2万枚を記録。翌年4月にビデオシングルとして「CRAZY JET」が1万本限定生産で発売されているものの、通常のシングルとしては本作が最後の作品となっている。タイトル曲は2ndアルバム『Digiryzm Mutation』にCOMPRESSED MIXとしてアルバムバージョンで収録されている。

## 収録曲
1. LOST COMPLEX
  - 作詞：Iceman　作曲/編曲：浅倉大介
2. Dizzy Boogie
  - 作詞：黒田倫弘　作曲/編曲：浅倉大介
3. LOST COMPLEX(Instrumental)